# Dyke Hard
Dyke Hard är en svensk komedifilm från 2014 i regi av Bitte Andersson.

## Handling
Det lesbiska hårdrocksbandet Dyke Hard är på väg till en stor musiktävling i Stockholm. En mystisk miljonär med en armé av ninjas, cyborger och roller derby-tjejer gör allt i sin makt för att stoppa dem. Resan till Stockholm blir ett äventyr präglat av motorcykelgäng, fängelseuppror och musikalnummer.

## Rollista (urval)
- Lina Kurttila – Riff
- Peggy Sands – Peggy
- Maria Wågensjö – Scotty
- Alle Eriksson – Bandito
- Iki Gonzalez – Dawn
- Josephine Wilson – Moira (krediterad som Jospehine Krieg)
- Anitha Nygårds – Warden Henderson
- Ylva Maria Thompson – Morgana the Ghost
- Ann-Charlotte Andersson – Lola
- Caisa Viksten - Fånge

## Om filmen
Dyke Hard är regissören Bitte Anderssons debutfilm som regissör. Filmen producerades av Tomas Michaelsson, Bonnie Skoog Feeney, Andersson och Martin Borell för Filmlance International AB. Den spelades in i Stockholm och Stjärnhov i Södermanland. Den fotades av Alexi Carpentieri och klipptes av Amy Pomering, Carpentieri och Andersson. Musiken komponerades av Makode Linde och Ilon Vejde.
Filmen premiärvisades på Stockholms filmfestival den 8 november 2014. Den hade svensk biopremiär den 6 mars 2015. I februari 2016 visades filmen på Göteborg International Film Festival.